# Thomas Bodström
Thomas Lennart Bodström (né le 9 avril 1962 à Uppsala), est un homme politique suédois, qui fait partie du parti social-démocrate. Ministre de la Justice de la Suède de 2000 à 2006.

## Biographie
Il est le fils de Lennart Bodström, ministre suédois des affaires étrangères de 1982 à 1985 dans le gouvernement d'Olof Palme. Il a tout d'abord été connu en tant que footballeur professionnel, en jouant entre 1987 et 1989 en première division suédoise dans l'équipe de l'AIK Solna. En 1990, il est diplômé en droit de l'université de Stockholm, et devient avocat. Durant sa carrière, il s'est investi dans les relations internationales, et a rejoint en 1999 la branche suédoise de l'association Avocats sans frontières (Hartford, Connecticut) (en).
Le 11 octobre 2000, il est nommé par Göran Persson au poste de ministre de la justice en succession de Laila Freivalds, alors qu'il est novice en politique (il ne fait à l'époque pas encore partie du parti social-démocrate).
Il a été élu en 2002 au parlement suédois, le Riksdag, mais cette élection est purement formelle, puisqu'il a immédiatement cédé sa place à un suppléant.